# Varicus marilynae
Varicus marilynae és una espècie de peix de la família dels gòbids i de l'ordre dels perciformes.

## Morfologia
- Els mascles i les femelles poden assolir 1,8 cm de longitud total.[4]

## Hàbitat
És un peix marí, de clima subtropical i demersal que viu entre 61-91 m de fondària.

## Distribució geogràfica
Es troba a Florida (els Estats Units).

## Observacions
És inofensiu per als humans.